# Linaria leptoceras
Linaria leptoceras är en grobladsväxtart som beskrevs av Kuprian.. Linaria leptoceras ingår i släktet sporrar, och familjen grobladsväxter. Inga underarter finns listade i Catalogue of Life.